# Сан-Паульская и Бразильская епархия
Сан-Паульская и Бразильская епархия (порт. Diocese de São Paulo e Brasil) — епархия Русской Православной Церкви Заграницей, существовавшая с 1934 года до 2000-х годов.

## История
В 1912 году в городе Кампина-дас-Мисойнс был построен первый в Бразилии русский храм. Храм был освящен в честь Святого Апостола и Евангелиста Иоанна Богослова. В октябре 1925 года в Сан-Пауло в связи с прибытием туда русских белоэмигрантов был образован русский приход. Некоторое время приход располагался в Антиохийской церкви, где службу для русских совершал сириец отец Христофор.
В 1930 году в Рио-де-Жанейро был организован небольшой русский православный приход, который первое время размещался в помещении, принадлежавшем Сирийской церкви.
11 июня 1927 году в Сан-Пауло прибыл из Эстонии русский священник Михаил Кляровский. Его стараниями создана первая церковь во имя св. Николая Чудотворца, разместившаяся в большом салоне частного дома в Сан-Пауло.
В 1931 году Михаила Кляровского, переехавшего в Парагвай, сменил иеромонах Михей (Ордынцев). Он стал одновременно настоятелем храма Живоначальной Троицы, построенного в 1931 году в местечке Вила-Альпина в окрестностях Сан-Пауло.
В 1934 году православные, осевшие в Бразилии, обратились к Архиерейскому Синоду РПЦЗ с просьбой открыть у них русскую православную архиерейскую кафедру и прислать им епископа.
В октябре 1934 года постановлением Архиерейского Синода была учреждена Бразильская епархия, куда правящим епископом с титулом епископа Сан-Паульского и всей Бразилии был назначен Феодосий (Самойлович), который прибыл в Бразилию 5 января 1935 года. Епархия объединяла все приходы на территории Южной Америки, кроме Аргентины.
Епархия имела собственную церковную типографию. В ней помимо книг издавались журнал «Православное обозрение» и единственный в зарубежье епархиальный журнал — «Сим Победиши». К концу Второй мировой войны в Бразильскую епархию входило 10 православных приходов и три православные общины.
В 1939 году Бразильская епархия РПЦЗ получила юридическое оформление, после чего был организован Епархиальный Совет.
После окончания Второй мировой войны началась «вторая волна» эмиграции. За 1947—1951 годы в страну въехали 6,4 тыс. русских и украинцев.
В 1951—1954 годах существовала Монтевидеоская викарная кафедра Сан-Паульской епархии, которую занимал будущий первоиерарх РПЦЗ Виталий (Устинов).
В 1957—1963 годы существовала Гоянийская викарная кафедра Сан-Паульской епархии, которую занимал епископ Агапит (Крыжановский).
К концу 1950-х годов в Бразилии насчитывалось более 10 русских православных приходов.
Архиепископ Виталий (Устинов) в 1962 году констатировал: «упадок положения в Бразилии несомненен. <…> В Бразилии очень много русских. Мы там потеряли десятки тысяч человек. Там колоссальное поле деятельности<…> Архиепископ Феодосий добрый и хороший старец, но у него не хватает сил и это ввергает его в пессимизм. Если бы там свободно работал полный сил Епископ то в Сан Пауло могло бы быть второе Сан Франциско».
В 1967 году на архиерейскую кафедру в Сан-Паулу был назначен Леонтий (Филиппович), но затем это назначение было отменено, и владыка Леонтий остался в Чили.
6 октября 1967 года в епископа Рио-де-Жанейрского, викария Сан Паульской епархии был хиротонисан Никандр (Падерин).
После смерти епископа Феодосия Сан-Паульской епархией временно управлял архиепископ Каракасский Серафим (Свежевский).
В сентябре 1976 года епископ Серафим так описывал состояние епархии: «В Бразилии 18 приходов, из коих 7 без священников. <…> В Сан Пауло живет 8000 человек и крайне нужен священник. В Педрейро построен храм, в котором предполагается сделать епархиальный центр. Куплен там еще участок земли. Собор, хотя и в центре города, имеет тот недостаток, что у него нет стоянки для автомобилей. Молодежь была упущена в прежние годы и контакта с нею установить не удаётся. Она денационализируется. Параллельных юрисдикций нет, но есть униаты, у которых школа для детей».
В 1976 году епископом Сан-Паульским был назначен Никандр (Падерин), который управлял епархией до своей кончины, последовавшей 2 декабря 1987 года.
Из-за ассимиляции и нехватки священнослужителей паства Сан-Паульской епархии постепенно сокращалась. После смерти епископа Никандра, новый епископ на Сан-Паульскую кафедру назначен не был. На 1994 год епархией управлял протоиерей Георгий Петренко, пользовавшийся уважением среди прихожан.
Постепенно число приходов РПЦЗ в Бразилии уменьшилось: в этой стране когда-то у РПЦЗ было 12 церквей, затем стало 11, потом 7. 4 прихода перешли в Аргентинскую епархию Московского Патриархата из-за нехватки священников РПЦЗ и отсутствия средств для них на дальние поездки в эти места.
В 1990-х годах было решено объединить приходы Зарубежной Церкви в Южной Америке воедино, на базе Буэнос-Айресской епархии.

## Приходы
- Кафедральный собор Святителя Николая в Сан-Паулу.
- Свято-Троицкий храм Троицы на Вила Альпина
- приход Покрова Пресвятой Богородицы на Вила Зелина
- приход Преподобного Сергия Радонежского в Индианополисе
- приход Воскресения Христова на Вила Анастасио;
- приход Преподобного Серафима Соровского в городе Карапикуиба;
- приход Святой Мученицы Зинаиды в Рио-де-Жанейро
- приход Покрова Пресвятой Богородицы в городе Нитерой;
- приход Всех Святых в городе Нитерой;
- приход Преподобного Сергия Радонежского в городе Порту-Алегри;
- Община святого Мученика Пантелеймона в местечке Пратос.
- Община в городе Гояния
- Община в городе Лондрина
- Община в городе Понта-Гроса

## Епископы
- 4 сентября 1934 — 1 марта 1968 — Феодосий (Самойлович)
- 1967 — Леонтий (Филипович)  назначение отменено
- 16 августа 1968—1977 — Серафим (Свежевский) в/у, архиепископ Каракасский
- 1976 — 2 декабря 1987 — Никандр (Падерин)